# Троицкое (Жарковский район)
Троицкое — деревня в Жарковском районе Тверской области. Входит в состав Щучейского сельского поселения.

## География
Деревня расположена в западной части района. Находится на расстоянии примерно 18 км к западу от пгт Жарковский. Ближайший населённый пункт — Прусохово.

## Этимология
Прежнее название деревни — Кислово. Современное название образовано по бывшему храму Живоначальной Троицы (уничтожен советскими властями).

## История
В 19 веке года село Кислово (деревня Кислова) было имением помещицы И. И. Хохловской, находилось в Щучейской волости Поречского уезда Смоленской губернии.
В 1886 году на средства Хохловской здесь был построен Троицкий храм, давший новое селу — Троицкое. После революции храм был уничтожен советскими властями.
В 1930 году в селе был создан колхоз «Красный путиловец».
В 1997 году в Троицком имелось 13 хозяйств и проживало 35 человек. На тот момент в деревне находилась администрация сельского округа, АОЗТ «Жарковский», неполная средняя школа, клуб, библиотека, медпункт, отделение связи.
До 2013 года деревня являлась центром упразднённого в настоящее время Троицкого сельского поселения.

## Население
| 2010 |
| ---- |
| 33   |

В 2002 году население деревни составляло 33 человека.
Национальный состав
Согласно результатам переписи 2002 года, в национальной структуре населения русские составляли 97 % от жителей.

## Достопримечательности
Памятник воинам-землякам, павшим в Великой Отечественной войне. Сохранились остатки регулярного парка 19 века.